# Asolo

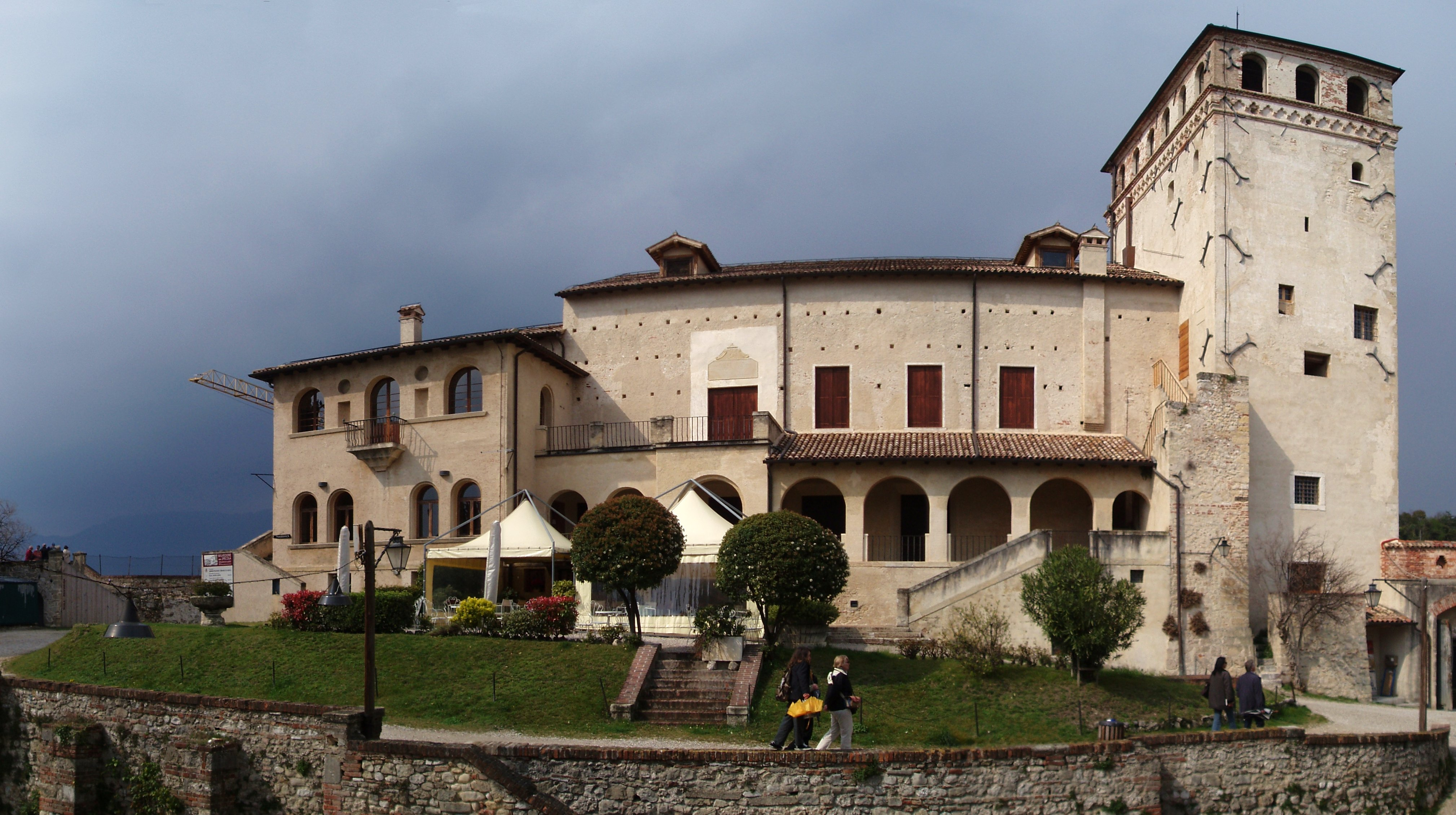
Le Castello de le reine Catherine Cornaro

Asolo est une commune italienne d'environ 8 870 habitants (2022), située dans la province de Trévise, en Vénétie, région d'Italie du nord-est.

## Histoire
Petite ville, célèbre pour ses dentelles et le tissage de la soie, et qui a attiré au cours des siècles des artistes et des lettrés de toute l’Europe. En 1489, elle a été donnée en seigneurie par la république de Venise à Catherine Cornaro (1454-1510) après sa renonciation au trône de Chypre. 
La ville est connue sous le nom de Acelum dans les écrits de Pline l'Ancien. 

## Culture
Écrite entre 1497 et 1502 par Pietro Bembo et publiée pour la première fois en 1505, Gli Asolani est une œuvre littéraire importante de la Renaissance italienne. Il s'agit de dialogues sur l'amour, censés s'être déroulés à Asolo, à la cour de Catherine Cornaro.

## Administration
| Période                                  | Période  | Identité         | Étiquette       | Qualité |
| ---------------------------------------- | -------- | ---------------- | --------------- | ------- |
| 14 juin 2004                             | En cours | Daniele Ferrazza | Centro-Sinistra |         |
| Les données manquantes sont à compléter. |          |                  |                 |         |

### Hameaux
Pagnano, Sant'Apollinare, Villa d'Asolo

### Communes limitrophes
Altivole, Castelcucco, Fonte, Maser, Monfumo, Paderno del Grappa, Riese Pio X

## Personnalités
- Ingrid Bisa (1978-), avocate et femme politique.
- Dino Boffo
- Denis Dallan
- Giovanni Antonio Faldoni
- Lucio Fregona